# Nicole (cantant)
Denisse Lilian Laval Soza (Santiago de Xile, 19 de gener de 1977), més coneguda artísticament Nicole, és una cantant de pop-rock xilena.

## Discografia
- Tal vez me estoy enamorando (1989)
- Esperando nada (1994)
- Sueños en tránsito (1997)
- Viaje infinito (2002)
- Apt. (2006)
- 20 años (2010)
- Panal (2013)
- Claroscuro (2022)